# Chepesch (Sternbild)
Der Name des altägyptischen Sternbildes Chepesch entstand in der neuägyptischen Sprache aus der ursprünglichen Bezeichnung „Mesechtiu“, die sich am Ende des Mittleren Reiches in der hieroglyphischen Schreibung änderte und im Neuen Reich in Verbindung mit dem altägyptischen Totenbuch durch die Bezeichnung „Chepesch“ ersetzt wurde. Das zugehörige Sternbild des großen Wagens wurde zunächst als „Schenkel des Seth“ betrachtet.
Die Zuordnung des Sternbildes „Mesechtiu“ zum Wüstengott Seth kann frühestens ab dem Alten Reich erfolgt sein, da die ihm zugeschriebene mythologische Rolle vorher astronomisch nicht gegeben war. Bemerkenswert ist der Umstand, dass das Sternbild des Seth in der altägyptischen Dynastiegeschichte als einzige Konstellation des Himmels nicht unterging. Während der Spätzeit galt das Sternbild bereits als Sternbild des Osiris, das als Himmelstier ebenfalls mit dem „großen Bären / großen Wagen“ gleichgesetzt wurde.
In der aus der griechisch-römischen Zeit stammenden Fassung PC1 des Nutbuches wird der Sonnengott Re nach seinem Aufgang beschrieben. Seth, der bis in das Neue Reich hinein mit dem Sternbild identifiziert wurde, taucht in diesem Zusammenhang nicht mehr auf. Vielmehr bezieht sich der Begriff „Chepesch (Schenkel)“ wahrscheinlich auf die Himmelsgöttin Nut, deren Bein nach Aufstieg des Re – in seiner Erscheinungsform des Skarabäus – als Verbindung des Himmels mit der Erde verbleibt. In der ursprünglichen Passage, die aus der Zeit von Sethos I. datiert, wird dagegen der Begriff „Chepesch“ nicht erwähnt:
| F23 |

| F23 |